# История почты и почтовых марок Чили
История почты и почтовых марок Чили охватывает периоды развития почтовой связи на территории Чили, государства на юго-западном побережье Южной Америки, во времена колониального владычества Испании и после официального провозглашения независимого чилийского государства (в 1818). Страна эмитирует собственные почтовые марки с 1853 года, а с 1881 года является членом Всемирного почтового союза (ВПС). Современным почтовым оператором в Чили выступает компания Correos de Chile.

## Развитие почты
История почты в Чили берёт своё начало ещё в колониальные времена, в XVIII веке, когда территория Чили принадлежала испанской монархии. В 1748 году началось регулярное ежемесячное почтовое сообщение между Сантьяго и Буэнос-Айресом. В 1766 году были впервые введены для Сантьяго и других городов генерал-капитанства Чили собственные почтовые штемпели. Так, почта из города-порта Вальпараисо помечалась штемпелем с надписью исп. «BALPARAISO». Почтовое ведомство в Чили управлялось из Испании вплоть до 12 февраля 1818 года, когда Чили официально стало независимым государством.
В 1840 году чилийская почта, Correos de Chile, наладила регулярное почтовое сообщение по всей территории страны. Вскоре для доставки принимались уже не только письма, но и почтовые пакеты и бандероли.
Так как с 1865 по 1881 год трансконтинентальные почтовые отправления из Чили осуществлялись британскими почтовыми агентствами, особый интерес для коллекционеров чилийских марок представляют британские марки того времени, отмеченные номерными штемпелями в портах Вальпараисо, Кальдера и Кокимбо. В этот же период французское консульство в Чили использовало и свои марки со штемпелем «Valparaíso» («Вальпараисо»).
1 апреля 1881 года Чили стало членом ВПС. В то же время стали заключаться двусторонние почтовые договоры между Чили и отдельными государствами.
|  |

В 1911 году Чили вошло в число стран — участниц Почтового союза американских государств, Испании и Португалии (UPAEP).
Первая доставка авиапочтой в Чили состоялась 1 января 1919 года и была осуществлена лётчиком Клодомиро Фигероа (Clodomiro Figueroa Ponce) на самолёте Morane-Saulnier MS-35 по маршруту из Сантьяго в Вальпараисо[≡].
Почтовые услуги в стране в современных условиях оказывает компания Empresa de CorreosChile (Correos de Chile).

## Выпуски почтовых марок

### Первые марки
Через 10 лет после того, как первое латиноамериканское государство — Бразилия — выпустило почтовые марки, её примеру последовало и Чили. 1 июля 1853 года  в почтовых отделениях страны в продаже появились две первые чилийские марки (Yt #1—2; Sc #1—2). Эти  почтовые марки, достоинством в 5 и 10 сентаво, были украшены портретом Христофора Колумба и сопровождались соответствующей надписью: «Colon / Chile» («Колумб / Чили»). Они были отпечатаны в Великобритании, не имели зубцов и первоначально поступили в обращение в почтовых отделениях в Сантьяго и в Вальпараисо[≡].

### Последующие эмиссии
Согласно закону, в период с 1853 по 1910 год на всех чилийских марках, предназначенных для оплаты почтовой корреспонденции, разрешалось лишь изображение Колумба. Исключение из этого правила составили, например, надпечатанные в 1904 году телеграфные марки для их использования в качестве регулярных почтовых марок низких номиналов по причине нехватки последних.
В 1910 году свет увидели первые памятные марки Чили иного сюжетного содержания. Они соответствовали 15 номиналам, от 1 сентаво до 10 песо, и были посвящены столетию начала войны за независимость Чили от Испании. В 2009 году почтовой администрацией Чили было осуществлено репринтное издание этой серии по случаю празднования двухсотлетия страны. При этом на марках был дополнительно помещён логотип праздничного мероприятия.
На оригинальных чилийских марках можно встретить следующие надписи: «Chile» («Чили»), «Correos» («Почта»), «Porte franco» («Доставка оплачена»). За период 1853—1963 годов всего было эмитировано 511 почтовых марок и пять блоков Чили. При этом изданные в Чили почтовые блоки не могут быть использованы в почтовых целях и поэтому не считаются знаками почтовой оплаты. Известно восемь типов водяных знаков на чилийских марках.
В соответствии с эмиссионной политикой Чили на марках этой страны не допускается помещать изображения живущих людей. Этим правилом пренебрегли в 1987 году в связи с визитом в Чили папы римского Иоанна Павла II и ещё раз в 2008 году, когда страну посетил итальянский президент Джорджо Наполитано.
- Примеры почтовых марок Чили XX столетия
- 1911:  М. Бульнес, президент Чили
(1841—1851)
- 1912: Б. О’Хиггинс, Верховный правитель Чили (1818—1823). Его имя носит чилийская антарктическая станция (Sc #116)
- 1944: 100 лет со дня рождения французского биолога К. Ге. Выполненный им рисунок шиншиллы
- 1948: капитан А. Прат[англ.], погибший во  Второй тихоокеанской войне. Его имя носит чилийская антарктическая станция[англ.]

В настоящее время в Чили в обращение введены марки для почтовых автоматов[≡], в то же время почтовые марки с различными сюжетами и мотивами появляются весьма умеренными тиражами по заказу государству от частных фирм либо лиц. Как правило, они имеют весьма высокий спрос и стоимость.

## Другие виды почтовых марок
Для появившихся в употреблении с 1880 года некоторых других видов почтовых марок не требовалось их соответствие положению об обязательном использовании портрета Колумба на чилийских марках, что можно наблюдать, например, в случае ранних служебных, доплатных и телеграфных марок.

### Служебные
Служебные марки печатались в Чили с 1906 по 1960 год. К 1963 году вышло 65 служебных марок, а всего было издано 69 подобных марок.
Согласно каталогу «Варгас», в 1905 году для Министерства военно-морского флота производились служебные марки посредством надпечатки «Marina Oficial» («Военно-морской флот. Служебная») (Yt #1—3). В 1907 году для тех же нужд были изготовлены ещё две серии марок с изображением якоря. Первая из них имела надпись: «Correspondencia oficial / Oficio / Chile / Ministerio de Marina» («Служебная корреспонденция / Служба / Чили / Министерство военно-морского флота») и была отпечатана в беззубцовом (Yt #4—7; Sc #O1—O4) и зубцовом (Yt #8—11; Sc #O5—O8) вариантах. Вторая серия включала почтовые марки, надпечатанные изображением якоря со словом «Oficial» («Служебная») (Yt #12—19; Sc #O9—O16).
В 1928—1939 годах в качестве служебных выпускались почтовые марки с надпечаткой «Servicio del Estado» («Государственная служба»), а в 1927—1946 годах — с надпечаткой «Oficial» («Служебная»).
В 1970-х — 2000-х годах издавались особые стандартные марки для оптовых покупателей, на которых было указано: «D / S N° 20», «D. S. N° 20» или «DS-20» (от «Decreto Supremo Nº 20» — «Верховный декрет № 20»). Эти марки были введены соответствующим правительственным постановлением. Они продавались организациям и учреждениям со скидкой в стоимости при их оптовой закупке и использовались для рассылки ведомственной корреспонденции.

### Доплатные
Доплатные марки были в почтовом употреблении с 1894 по 1913 год, и таковых было отпечатано десять марок. По сведениями Л. Л. Лепешинского, к 1963 году было выпущено 49 доплатных марок; имеющаяся на них надпись или надпечатка гласит: «Multa» или «Multada» («Доплата»).

### Почтово-гербовые
В 1880—1913 годах в качестве почтовых применялись фискальные марки. По информации Л. Л. Лепешинского и каталога «Варгас», всего насчитывается 10 подобных почтово-гербовых марок.

### Телеграфные
В 1880-х годах в обращение были введены телеграфные марки. В 1891 году четыре из них были использованы в качестве почтовых.
- Марки из телеграфной серии Чили (1883)
- 20 сентаво
- 1 песо
- 5 песо

### Авиапочтовые
В 1927 году в обращение поступили первые чилийские марки авиапочты (Yt #1—5; Sc #C1—C5), применявшиеся на линии Сантьяго — Вальпараисо, которая обслуживалась французской авиакомпанией Testart[≡].
На большинстве авиапочтовых марок Чили присутствуют изображения самолётов. Так, например, в середине 1930-х годов Чили выпустило серию авиапочтовых марок с рисунками, выполненными в стиле, явно испытавшем влияние ар-деко (Sc #C30—C50). Одна из этих марок была со стилизованным изображением самолёта, летящего от одной точки к другой, руководствуясь указаниями радионавигационной системы, а ещё одна миниатюра — с изображением кондора.
- Авиапочтовые марки Чили 1930-х годов в стиле ар-деко
- 1934: силуэт самолёта
- 1935: андский кондор

На авиапочтовых марках встречаются следующиеся надписи: «Соггео aéreo» («Авиапочта»), «Linea aéreana nacional» («Национальная авиалиния»).
Каталог «Варгас» также включал полуофициальную авиапочтовую марку номиналом в 5 песо, изданную в 1919 году для первой воздушной перевозки почты. На ней были даны надписи: «Соггео aéreo» («Авиапочта»), «Aviador Figueroa» («Авиатор Фигероа»)[^].

### Почтово-налоговые
8 апреля 1957 года были выпущены первые почтово-налоговые марки для пакетной почты, а в 1970 году — таковые общего характера. В целом почтово-налоговые марки применялись с 1957 по 1973 год, и их было произведено восемь марок. Кроме того, в 1942 году одна почтово-налоговая марка выходила для провинции Талька.

### Марки печатающих автоматов
В Чили в почтовом обращении широко употребляются марки для почтовых автоматов[≡].
- Марка печатающего автомата (2006)[^]
- Марка для уведомления о вручении[англ.] с буквами «A R» (от фр. «Avis de réception»; 1894)[^]

### Прочие
В 1894 году в Чили выходили марки для уведомления о вручении («Aviso de recepción») номиналом в 5 сентаво, на которых были проставлены соответствующие буквы «A R» (Yt #1; Sc #H1)[≡].
Одновременно эмитированная марка ещё одного почтового предназначения полностью повторяла дизайн марки уведомления о вручении. Она имела тот же номинал в 5 сентаво (Yt #1), но вместо букв «A R» на ней было указано «A P» (от исп. «Aviso de pago» — «Уведомление об оплате»).
В сводке Л. Л. Лепешинского (1967) эти два типа чилийских марок фигурируют соответственно как марка для ценных писем и марка для извещений об уплате, а также отмечено, что каждой было издано по одному виду.

## Выпуски чилийской оккупации Перу
Во время чилийско-перуанской «селитряной» войны 1879—1881 годов Чили использовало на занятых территориях в 1881—1883 годах перуанские почтовые марки со своими надпечатками (в виде герба Чили). После ухода войск оккупантов в обращение на этих территориях были введены чилийские марки с надпечатками «Peru» («Перу») в различных вариантах. В настоящее время у коллекционеров такие марки особо ценятся.

## Местные выпуски

### Огненная Земля
В раннем каталоге «Варгас» упоминается марка местной почты номиналом в 10 сентаво, которая имела хождение в чилийской провинции Тьерра-дель-Фуэго, а также в соседних аргентинских районах, расположенных на Огненной Земле. Она была отпечатана в 1891 году и имела надписи: «Tierra del Fuego» («Огненная Земля») и «Local» («Местная»).

### Хуан-Фернандес
В 1910 году появились четыре почтовые марки для островов Хуан-Фернандес с административным центром в Хуан-Фернандесе, которые являются частью Чили. Марки производились путём надпечатки на марках Чили названия островов: «Islas de Juan Fernández» («Острова Хуан-Фернандес»). В том же году эти марки были отменены и в обращении стали использоваться марки Чили.

## Непочтовые и фантастические выпуски

### Обратные марки
Чилийской почтой в прошлом употреблялся вид марок, которые не являются знаками почтовой оплаты и относятся к виньеткам, — так называемые «обратные марки». Они наклеивались на возвращаемые почтовые отправления. Данные марки выходили в 1884—1924 годах и содержали надпись «Cierro oficial» (Yt #1—16).
- Примеры чилийских «обратных марок» для возвращаемых почтовых отправлений
- Общенациональная почтовая наклейка
- Наклейка, применявшаяся в Сантьяго
- Наклейка для использования в Вальпараисо

### Выпуск«Pro-Raza»
Среди других непочтовых марок, издававшихся в Чили, можно упомянуть благотворительные марки, которые распространялись в середине 1920-х годов «Ведомством защиты расы» («Oficina de Defensa de la Raza»). На этих марках присутствует пропагандистская надпись «Pro-Raza» («За расу»). Интересно, что в 1927 году дизайн и клише этой марки использовались при создании первого авиапочтового выпуска «Testart»[≡].

### Марка «республики Короко»
В литературе встречаются сведения о фантастических марках «республики Короко» (Coroco), якобы существовавшей непродолжительное время где-то в Андах и вошедшей в состав Чили. Марки номиналом в 5 сентаво с надписью «Coroco» появились в 1913 году. Кто и где осуществил этот спекулятивно-фантастический выпуск, по мнению И. Шевченко, неизвестно. По другой информации, марка была издана в Англии как часть рекламной кампании одной из художественных книг — романа Артура Брея (англ. Arthur Bray) «Ключ к разгадке почтовой марки» («The Clue of the Postage Stamp»; 1913), при этом марка наклеивалась на обложку книги. На роман обратил внимание один из известных английских филателистов того времени Фред Мелвилл, включив описание романа в один из своих литературных обзоров.

## Развитие филателии
Организационно чилийские коллекционеры почтовых марок объединены в Филателистическое общество Чили, которое было основано в 1889 году. Для потребностей филателистов страны издаются каталоги и альбомы почтовых марок.
Филателистические дилеры страны организованы в рамках Чилийского общества торговцев почтовыми марками (Sociedad de Comerciantes en Sellos Postales de Chile, сокращённо SOCOPO). Это объединение выпускает собственный национальный чилийский каталог «SOCOPO». Помимо каталожных изданий «Варгас» и «SOCOPO», известен также региональный каталог «Borek» (на немецком языке) для марок Аргентины, Бразилии и Чили.
- Примеры филателистических каталогов и альбомов Чили
- Издания разных лет испаноязычного каталога «SOCOPO» и альбом для генеральной коллекции марок Чили (без изображений марок)
- Альбом в виде брошюры для чилийских марок (с впечатанными изображениями, без разновидностей)

В США базируется ещё одно объединение любителей чилийской филателии — Североамериканская ассоциация знатоков Чили (англ. Chile Specialist Association of North America), публикующая информационный бюллетень «Знаток Чили» («The Chile Specialist»).